# Schrollbach
Schrollbach ist ein Ortsteil der Gemeinde Niedermohr im Landkreis Kaiserslautern in Rheinland-Pfalz. Bis 1969 war Schrollbach eine eigenständige Gemeinde.

## Geographie
Der Ortsteil liegt im Südosten den Gemeinde. Nördlich des Dorfs verläuft der Mohrbach. Am westlichen Ortsrand verläuft die Bundesautobahn 62.

## Geschichte
Das Dorf wird 1423 als Schrodelbach erstmals schriftlich erwähnt. Seinen Namen erhielt es vom Schrollbach, einem linken Zufluss des Mohrbachs ab, der südlich des Orts entspringt und früher die Schrollbacher Mühle antrieb.
Der Ort teilt die Geschichte mit seinem früheren Gerichtsort Ramstein im kurpfälzischen Oberamt Lautern (Kaiserslautern). Der Ort bestand im Jahre 1600 aus sechs Feuerstellen, 1787 lebten hier 137 Einwohner, 1802 waren es 167 und 1834 318 Einwohner. 155 Einwohner waren Katholiken, die zur Pfarrei Kirchmohr gehörten, und 163 Protestanten, die der Pfarrei Steinwenden zugeordnet waren. Den Zehnten der Gemarkung bezogen die Kurfürstliche Hofkammer zu zwei Drittel und der lutherische Pfarrer von Deinsberg (heute Theisbergstegen) zu einem Drittel. Die Hofkammer besaß auch den Probstwoog, der Graf von Sickingen und die bei Kaiserslautern liegende Kommende Einsiedeln einige Wiesen. Von dem Wald in der Gemarkung gehörten 22 Morgen die Gemeinde Schrollbach ausschließend und 27 Morgen in Gemeinschaft mit Niedermoor.
Am 7. Juni 1969 wurde Schrollbach mit seinerzeit 475 Einwohnern in die Gemeinde Niedermohr in Form einer Neubildung eingegliedert.

## Kultur und Sehenswürdigkeiten

### Sportanlagen
- Sportplatz, Die Heck

### Regelmäßige Veranstaltungen
- 3. Wochenende im August: Kerwe
- März: Winterverbrennung

### Sehenswürdigkeiten
- Ehemalige Schrollbacher Mühle
- Ehemalige Schule
- Kriegerdenkmal